# John Alexander Macdonald
John Alexander Macdonald (11. ledna 1815 – 6. června 1891) byl kanadský politik skotského původu, jeden ze zakladatelů Kanady, historicky první ministerský předseda Kanady.
Premiérskou funkci zastával 19 let (1. července 1867 – 5. listopadu 1873 a 17. října 1878 – 6. června 1891), což je druhý nejdelší výkon funkce premiéra v historii Kanady (po Williamu Lyonu Mackenzie Kingovi). Začínal jako právník v Kingstonu v Ontariu. Výrazně se podílel na formulaci Zákona o Britské Severní Americe, který de facto založil Kanadu jako nezávislý stát. Poté byl klíčovou figurou při tvorbě kanadské konfederace. Svou funkci musel na několik let opustit kvůli tzv. Pacifickému skandálu (odhalené korupci při stavbě Canadian Pacific Railway).